# 보상적 임금격차
보상적 임금격차(compensating wage differential)는 직업의 특성에 따라 임금에 차이가 발생하는 것을 설명하는 노동경제학 이론이다. 직업의 복리후생, 재해 위험, 직업 안정성, 작업의 난이도와 같은 직업의 특성과 임금과의 관계를 설명하며 재해 위험과 작업의 난이도가 높거나, 안정성이 낮은 직업의 부정적인 특성을 보상하는 차원에서 높은 임금이 책정된다.

## 기원
보상적 임금격차를 설명하는 논리는 애덤 스미스의 국부론에서 처음 제시되었다.
같은 지역에서 노동과 자본을 고용하여 얻는 이점과 단점의 총합은 완전히 같거나, 점진적으로 같아지게 된다. 같은 지역에서는 어느 직장이 다른 직장에 비해 이점이 현저히 많으면, 많은 사람들이 그 직장으로 몰려들 것이고, 이점이 현저히 적다면 많은 사람이 직장을 떠날 것이다. 그리하여 직장의 이점은 다른 직장의 이점과 같은 수준으로 돌아오게 된다. [중략]

금전 임금과 이윤은 유럽 전역에서 노동과 자본을 고용하는 직장에 따라 극도로 다르다. 그러나 이러한 차이는 부분적으로는 직장 그 자체의 상황에서 나오는데, 어떤 직장에서는 적은 금전적 이득을 보상하고, 다른 직장에서는 큰 것으로 균형을 맞추게 된다.— 애덤 스미스, 국부론

애덤 스미스는 보상적 임금격차에 영향을 미치는 요인으로 직업이 깨끗한지 더러운지, 직업 수행의 난이도, 직업의 안정성, 직업 수행에 필요한 신뢰도, 작업의 성공 확률로 5가지를 들었다.

## 헤도닉 임금

직업의 부정적 특성과 보상적 임금의 관계

오른쪽 그림은 근로자의 무차별곡선과 기업의 등이윤선을 이용하여 보상적 임금격차를 설명한 것이다. 근로자는 높은 임금을 선호하며, 한편으로는 부정적인 근로조건을 싫어한다. 따라서 근로자는 왼쪽 상단 방향으로 갈수록 높은 효용을 얻게 된다. 기업은 재해율 등을 낮추거나 부정적인 근로조건을 개선하는 데 비용이 들며 한계수확체감의 법칙 때문에 등이윤선은 우상향하고 오목한 형태를 가지게 된다.
근로자는 각각 다른 선호를 가지고 있으며, 근로조건에 민감한 근로자가 있는 한편 다소 열악한 근로조건을 감수하고서라도 높은 임금을 받는 것을 선호하는 유형의 근로자도 있다. 기업 역시 근로조건이 다른 기업이 있다. 근로자와 기업은 각자의 무차별곡선과 등이윤곡선이 접하는 점에서 매칭된다.
노동시장에서 근로자와 기업이 매칭된 결과로 임금과 근로조건 사이의 관계를 나타낸 것을 헤도닉 임금함수라고 한다. 헤도닉 임금함수의 기울기는 직업의 특성이 임금에 얼마나 영향을 미치는지를 나타낸다.

## 같이 보기
- 임금
- 근로조건